# Tranvia Biella-Cossato
La tranvia Biella-Cossato, prima linea tranviaria del Biellese, fu attivata nel 1882 a cura di una società belga per congiungere Biella con l'allora attiva cittadina industriale di Cossato.
Reso marginale dalla concorrenza della parallela ferrovia Biella-Cossato-Vallemosso, tale servizio a vapore fu soppresso allo scoccare della prima guerra mondiale, in conseguenza delle requisizioni attuate dalle autorità militari italiane.

## Storia

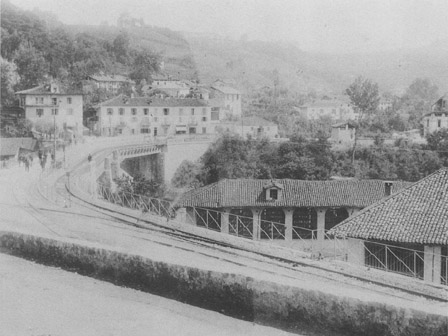
Incrocio con le Tranvie Elettriche Biellesi

Per venire incontro alle esigenze di trasporto merci delle numerose aziende tessili della zona e favorire il trasferimento delle maestranze operaie dirette in Vallestrona, la Società Generale Ferrovie Economiche di Bruxelles avanzò domanda di concessione per una tranvia a scartamento ridotto Biella-Cossato.
Tale concessione venne rilasciata l'11 maggio 1880 e risultava comune a quella per la tranvia Ivrea-Santhià per cui i lavori per le due infrastrutture iniziarono simultaneamente nel 1881. L'inaugurazione ufficiale della linea per Cossato si tenne il 2 maggio 1882.
Il servizio era impostato mediante convogli formati da una motrice 
trainante una vettura a due assi, che vedevano il rinforzo di una seconda vettura durante il mattino dei giorni di mercato.
Nel giugno 1915, allo scoppio della prima guerra mondiale le autorità militari requisirono tutto il materiale decretando di fatto la chiusura della linea; le rotaie vennero definitivamente rimosse negli anni venti.

## Caratteristiche
| Unknown route-map component "exCONTg" |

| Unknown route-map component "exBHF" | Unknown route-map component "uexKBHFa" |  |

| Unknown route-map component "exHST" | Unknown route-map component "uexBHF" |  |

| Unknown route-map component "exHST" | Unknown route-map component "uexBHF" |  |

| Unknown route-map component "exBHF" | Unknown route-map component "uexBHF" |  |

| Unknown route-map component "exSTRl" | Unknown route-map component "uexmKRZ" | Unknown route-map component "exSTR+r" |

|  | Unknown route-map component "uexBHF" | Unknown route-map component "exBHF" |

|  | Unknown route-map component "exCONTgq" | Unknown route-map component "uexmKRZ" | Unknown route-map component "exABZql" | Unknown route-map component "exSTR+r" |

|  |  | Unknown route-map component "uexSTRl" | Unknown route-map component "uexSTR+r" | Unknown route-map component "exSTR" |

|  |  |  | Unknown route-map component "uexKBHFe" | Unknown route-map component "exBHF" |

|  |  |  |  | Unknown route-map component "exCONTf" |

Fra le poche tranvie italiane, assieme alla citata Ivrea-Santhià e alla Bari-Barletta, ad adottare lo scartamento di 750 mm, la linea correva totalmente su sede stradale per un'estensione complessiva di 11 km. Le curve presentavano un raggio minimo di 45 m, mentre la pendenza massima raggiungeva il 30,2 per mille.

### Percorso
Il capolinea biellese della tranvia sorgeva nell'allora viale Regina Margherita, poi viale Matteotti; il binario si inoltrava dunque per poi via Cernaia fino ad intersecare la ferrovia Biella-Balma all'altezza della biforcazione di Biella Chiavazza.
Superato il ponte sul torrente Cervo, un percorso prevalentemente rettilineo lungo quella che poi divenne la strada provinciale 100 consentiva di servire, oltre alla frazione Chiavazza, le località di Vigliano, Valdengo e Cerreto Castello, per giungere infine a Cossato, dove i tram terminavano la corsa nelle adiacenze della chiesa parrocchiale.

## Materiale rotabile

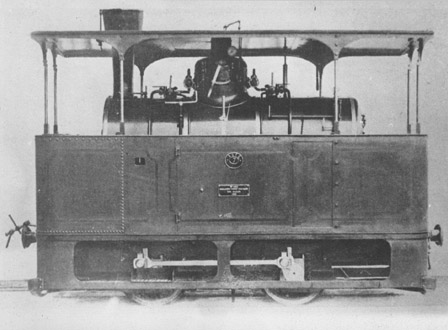
Locomotiva Esslingen del 1882

Per l'esercizio sulle proprie linee piemontesi la società belga acquistò nel 1882 cinque locomotive cabinate a due assi di costruzione Esslingen, cui ne seguì una sesta l'anno successivo. Due di esse erano impiegate sulla relazione per Cossato; al termine del conflitto, tali unità furono restituite dalle autorità militari e trovarono impiego sulla Ivrea-Santhià.
Altre due locomotive di maggiori dimensioni, su un totale complessivo di quattro unità impiegate lungo la linea erano le unità a 3 assi accoppiati n. 1 - Biella e n. 2 - Cossato, costruite nel 1881 dalla Sociètè Anonyme des Atelier St Léonard di Liegi (numeri di costruzione 564-565, potenza sviluppata di circa 180 kW, velocità massima di 30 km/h) furono cedute nel 1892 alla Società Generale dei Tramways, che gestiva la tranvia Bari-Barletta, da questa reimmatricolate come 8 - Gravina e 9 - Altamura.

### Materiale motore - prospetto di sintesi
| Unità       | Anno di acquisizione | Costruttore | N. costruzione | Rodiggio | Note                                 |
| ----------- | -------------------- | ----------- | -------------- | -------- | ------------------------------------ |
| 1 - Biella  | 1881                 | St Léonard  | 535            | C1       | Ceduta nel 1892 alla Bari-Barletta   |
| 2 - Cossato | 1881                 | St Léonard  | 536            | C1       | Ceduta nel 1892 alla Bari-Barletta   |
| 3 - Sesia   | 1882                 | Esslingen   | 1895           | B        | Passata nel 1918 alla Biella-Santhià |
| 4           | 1883                 | Esslingen   | 1955           | B        | Passata nel 1918 alla Biella-Santhià |